# Товариство незалежних художників
Товариство незалежних художників (фр. Société des Artistes Indépendants) — створене в Парижі 29 липня 1884 року об'єднання художників.

## Історія

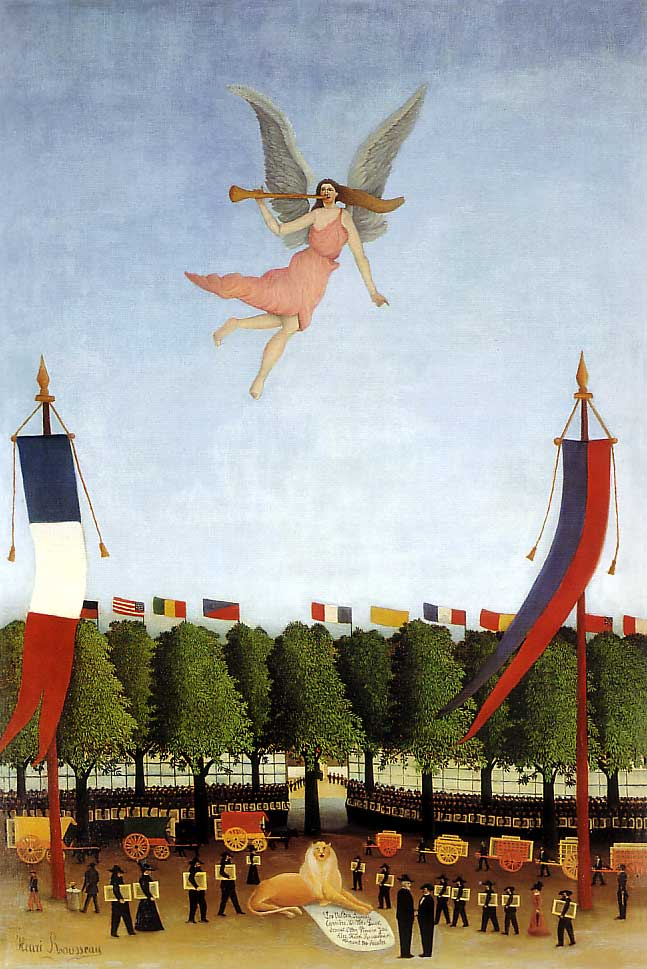
Афіша, що запрошує на 22 виставку Салону Незалежності (Анрі Руссо, 1905 рік)

Засновниками Товариства незалежних художників були Альбер Дюбуа-Пілле, Оділон Редон, Жорж Сера та Поль Сіньяк.
Починаючи з часів Другої імперії у Франції ті художники, творчість яких не мала підтримки Королівської Академії живопису та скульптури або які виявляли політичні погляди, опозиційні офіційній владі, практично не мали можливості експонувати свої роботи і таким чином завоювати визнання суспільства. Кількість творів мистецтва, відкинутих Паризькими салонами, з кожним роком зростала. У відповідь на таке ставлення митці почали самоорганізовуватися — так, 1884 року виникає Група незалежних художників, яка отримала дозвіл від офіційної влади на проведення виставки, для якої паризька міська адміністрація мала виділити приміщення.
У період від 15 травня до 15 червня 1884 року на цій першій вільній виставці відвідувачі змогли побачити не менше 5 000 сучасних полотен більш ніж 400 художників. Об'єднання Товариство незалежних художників, що виникло 29 червня 1884 року, не ставило собі завдання оцінювати художні твори чи присуджувати нагороди за найвидатніші з них, вважаючи, що публіка сама гідно оцінить побачене. 1 грудня 1884 року Люсьєн Вуайє, президент Паризьких міських зборів, відкрив I Салон Незалежних. На цій виставці можна було побачити роботи Сера, Сіньяка, Анрі Кросса, Оділона Редона, Альбера Дюбуа-Пілле, Армана Гійомена, Шарля Анграна.
Починаючи від 1920 року, Салон Незалежних отримує для своїх виставок паризький Великий палац.
Нині Салон незалежних художників існує як активна організація, регулярно організовує різні виставки творів мистецтва.

## Окремі учасники
| - Амаде (Амадеус) Барт - Олександр Архипенко - Моріс Буатель - Жорж Брак - Бернар Бюффе - Анрі ван де Вельде - Луї Вальта - Анрі Каду - Жан Карзу - Марк Шагал - Джорджо де Кіріко - Оскар Домінгес - Анрі Жуліан Дюмон - Олександра Екстер - Іцхак Френкель | - Альберто Джакометті - П'єр Жилу - Жорж Жіме - Генрік Готліб - Рене Іше - Василь Кандинський - Казимир Малевич - Анрі Матісс - Вадим Меллер - Жуан Міро - Амедео Модільяні - Піт Мондріан - Анрі Руссо | - Амадео де Соуза-Кардозо - Жан Монноре - Едвард Мунк - Оділон Редон - Єлка Розен - Поль Сіньяк - Альфред Сіслей - Соня Делоне-Терк - Вінсент ван Гог - Анрі Тулуз-Лотрек - Едуар Вюяр - Каміло Морі - Леопольд Сюрваж |